# Erich-Weinert-Denkmal

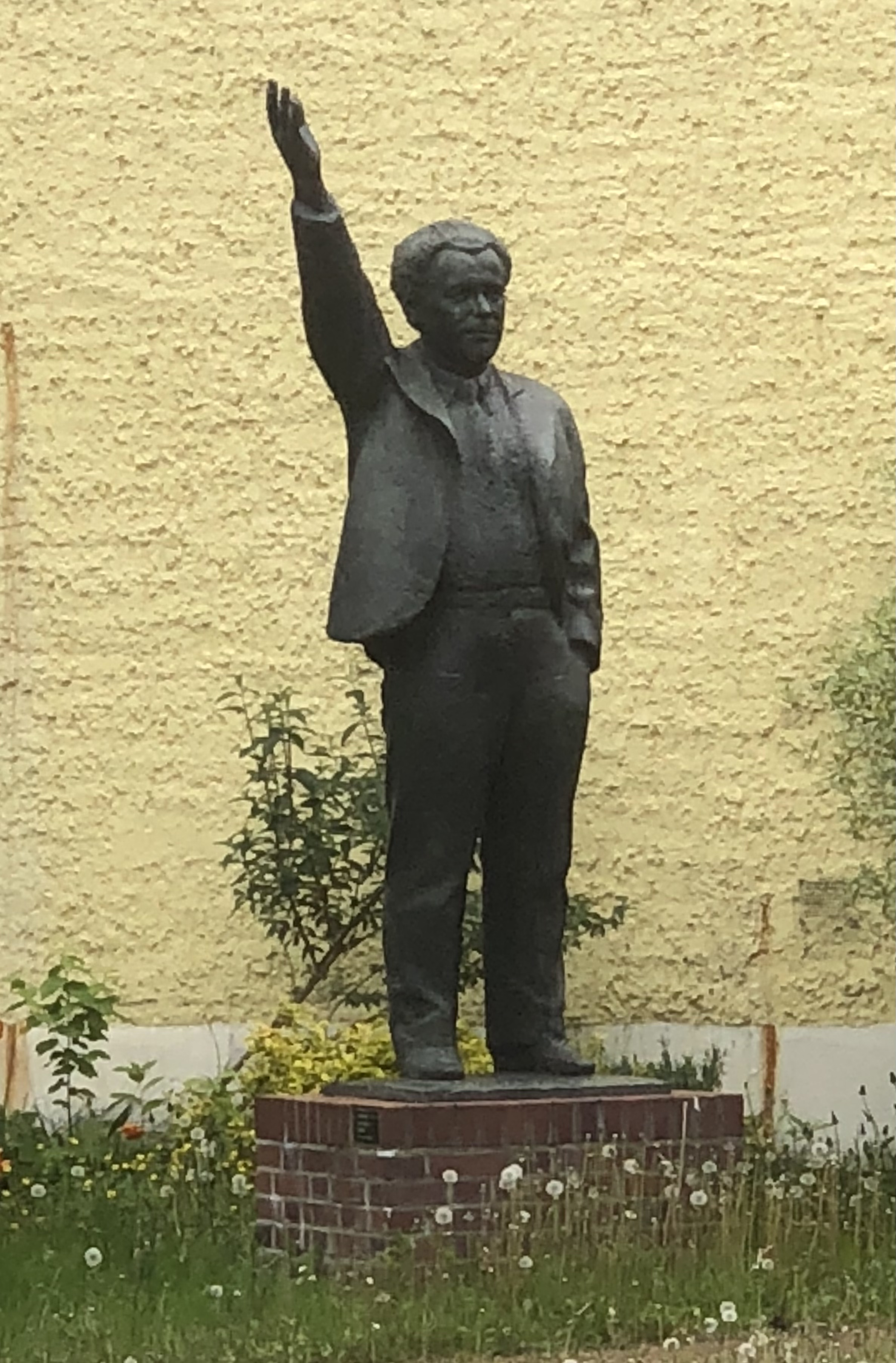
Erich-Weinert-Denkmal, 2019

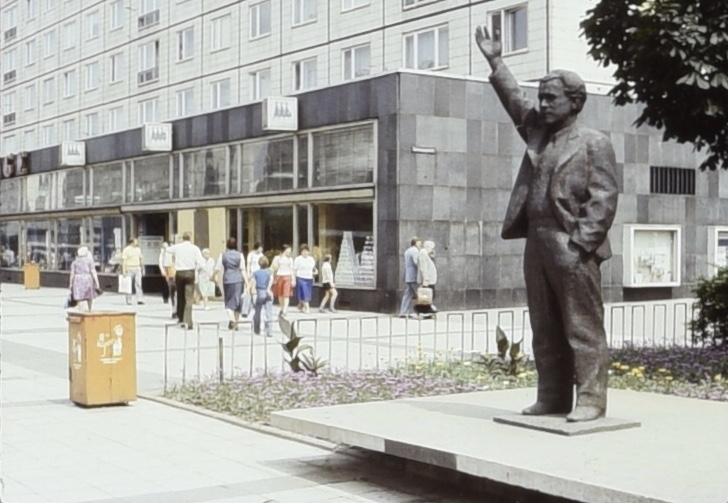
Denkmal am ursprünglichen Standort, 1978

Das Erich-Weinert-Denkmal ist ein Denkmal für den Schriftsteller Erich Weinert (1890–1953) in Magdeburg in Sachsen-Anhalt.

## Standort
Das Denkmal befindet sich auf dem Hof von Weinerts Geburtshaus, dem heutigen Literaturhaus Magdeburg in der Thiemstraße 7 im Magdeburger Stadtteil Buckau.

## Geschichte
Das von Joachim Sendler geschaffene Denkmal wurde im Jahr 1969 an einem zentral gelegenen Platz in Magdeburg errichtet. Der gebürtige Magdeburger und Ehrenbürger der Stadt, Erich Weinert, war auf Grund seiner Mitgliedschaft in der KPD und entsprechender politischer Aktivitäten ein in der DDR besonders gewürdigter Künstler. Nach den starken Zerstörungen der Magdeburger Altstadt im Zweiten Weltkrieg waren Teile der Innenstadt nach sozialistischen Ideen neu gestaltet worden. In diesem Bereich, östlich der Karl-Marx-Straße (heute wieder Breiter Weg) auf Höhe des östlich des Denkmals befindlichen Ratswaageplatzes, wurde das Denkmal etwas erhöht repräsentativ auf einem Sockel errichtet.
In der Zeit nach der friedlichen Revolution in der DDR wurde das Denkmal aufgrund seines auch politischen Gehalts von seinem zentralen Aufstellungsort umgesetzt. Als neuer Standort wurde der Hof des Geburtshauses Weinerts, das als Literaturhaus genutzt wird, gewählt.

## Gestaltung
Das Denkmal besteht aus einer etwas überlebensgroßen, Weinert darstellenden Bronzestatue. Weinert hebt dabei den rechten Arm mit nach oben geöffneter Hand, während er die linke Hand locker in der Hosentasche hat. Bei der Umsetzung des Denkmals wurde die Statue auf einem kleinen Klinkersockel platziert.